# Plethodon jordani
Plethodon jordani es una especie de salamandra en la familia Plethodontidae. Es endémica de los Estados Unidos. Su hábitat natural son bosques templados. Está amenazada por pérdida de hábitat.